# 30453 Cambioni
30453 Cambioni este o planetă minoră (asteroid), cu un diametru de 11,052 km, din centura de asteroizi. A fost descoperită pe 4 iulie 2000 la Stația Anderson Mesa de Lowell Observatory Near-Earth-Object Search. 
Obiectul prezintă o orbită caracterizată de o semiaxă mare de 2,8642457 UAi, o excentricitate de 0,14, o înclinație de 12,77525 ° în raport cu ecliptica.